# Carlos Corach
 (août 2013).
Si vous disposez d'ouvrages ou d'articles de référence ou si vous connaissez des sites web de qualité traitant du thème abordé ici, merci de compléter l'article en donnant les références utiles à sa vérifiabilité et en les liant à la section « Notes et références ».
Carlos Vladimiro Corach, né le 24 avril 1945 à Buenos Aires, est un homme politique argentin.

## Biographie
Né en 1935. Ancien militant communiste, arrière petit-fils de juifs de Bialistok arrivés en Argentine en 1895. Ancien ministre argentin de l’Intérieur sous la présidence de Carlos Menem dans les années 1990, Carlos Vladimir Corach revient sous le feu de l'actualité après qu'en février 2013 le parlement argentin eut ratifié un accord avec l'Iran visant à rouvrir l'enquête sur l'attentat du 18 juillet 1994 contre l'immeuble de l’Association Mutuelle Israélite (AMIA) à Buenos Aires, qui avait fait 85 morts et des centaines de blessés. L'enquête menée sous le gouvernement Menem avait servi de base à des poursuites judiciaires contre de hauts responsables iraniens, comme le ministre de la défense Ahmad Vahidi ou l’ancien président Hachemi Rafsanjani. Cependant la possibilité d'une implication de membres du gouvernement Menem dans ces attentats a amené le gouvernement de Mme Kirchner à rouvrir le dossier judiciaire. En juin 2013  la cour d’appel fédérale de Buenos Aires a ordonné une enquête sur Carlos Vladimir Corach en relation avec le versement illégal de quatre cent mille dollars à Carlos Telleldín, un mécanicien auto qui figurait parmi les accusés concernant l’attentat de 1994. Sénateur pour la ville de Buenos Aires jusqu'en 2003, puis associé à la fondation Millenium. Il a donné des conférencves à Oxford.Carlos Vladimir Corach possède une résidence à Paris, où il donne des conférences.